# Bill Lee (politik)
William „Bill“ Byron Lee (* 9. října 1959 Franklin, Tennessee) je americký obchodník, chovatel dobytka, bývalý strojní inženýr a politik sloužící od 19. ledna 2019 jako 50. guvernér Tennessee. Zvolen byl v roce 2018 jako člen Republikánské strany. Před vstupem do politiky zastával různé pozice v Lee Company. V letech 1992 až 2016 byl prezidentem a generálním ředitelem společnosti.

## Raný život a kariéra
Narodil se 9. října 1959 a vyrůstal na farmě o rozloze 400 ha, kterou založili jeho prarodiče ve Franklinu v Tennessee.
Po absolvování Franklin High School ve svém rodném městě nastoupil v roce 1977 na Auburnskou univerzitu v Auburnu ve státě Alabama a v roce 1981 promoval s bakalářským titulem ze strojírenství. Na vysoké škole byl členem Řádu Kappa Alpha.
Později byl jmenován prezidentem a generálním ředitelem své rodinné společnosti Lee Company, ve které funkce zastával mezi lety 1992 až 2016. Krátce působil i jako předseda.

## Volby Guvernéra Tennessee 2018
V dubnu 2017 Lee oznámil svou kandidaturu pro volby guvernéra Tennessee v roce 2018. V republikánských primárních volbách kandidoval proti kongresmance Diane Blackové, knoxvillskému obchodníkovi Randymu Boydovi a mluvčí Tennesseeské sněmovny reprezentantů Beth Harwell. Primární volby konané 2. srpna vyhrál s 291 414 hlasy (36,8 %) proti Boydovým 193 054 hlasům (24,3 %), 182 457 hlasům Blackové (23 %) a 121 484 hlasům Harwellové (15,3 %).
Ve všeobecných volbách 6. listopadu Lee porazil demokratického kandidáta, bývalého starostu Nashvillu Karla Deana, když získal 1 336 106 hlasů (59,5 %) ku Deanovým 864 863 hlasům (38,5 %).
Dříve Lee předsedal a sloužil ve výboru Tennessee Prayer Breakfast.

## Znovuzvolení 2022
V září 2020 Lee oznámil že se bude ucházet o znovuzvolení v roce 2022. V republikánských primárkách nebyl zpochybněn a v srpnu 2021 jej dokonce podpořil i bývalý prezident Donald Trump. Ve všeobecných volbách Lee porazil demokratického kandidáta Jasona Martina.

## Osobní život
Žije ve Fernvale se svou druhou manželkou Marií, se kterou se oženil v říjnu 2008. Jeho první manželka Carol Ann zemřela v roce 2000 při nehodě na koni. Po její smrti si vzal delší volno od své stavební firmy, aby mohl vychovávat své 4 děti.
Navštěvuje kostel Grace Chapel Church v Leiper's Fork.
Dříve sloužil jako člen správní rady Belmontské univerzity, předseda organizace YMCA ve středním Tennessee, prezident Associated Builders and Contractors a člen správní rady Kliniky naděje pro ženy a muže vězeňského ministerstva.